# Kościół św. Mikołaja w Żelaznej
Kościół pod wezwaniem św. Mikołaja – rzymskokatolicki kościół parafialny położony przy ulicy Opolskiej 29 w Żelaznej. Kościół należy do parafii św. Mikołaja w Żelaznej w dekanacie Opole-Szczepanowice, diecezji Opolskiej.

## Historia kościoła
Kościół w Żelaznej, w źródłach pisanych, wzmiankowany jest po raz pierwszy w roku 1274 oraz w „Die Rechnung...” – rejestrze świętopietrza w archidiakonacie opolskim z 1447 roku. Świątynia w Żelaznej powstała na przełomie XII i XIII wieku i jest jedną z pierwszych murowanych świątyń na Opolszczyźnie.
Pierwotna świątynia była niewielka, o wymiarach – 6 × 6 m (dzisiejsze prezbiterium). Z pierwotnego wystroju kościoła zachował się pochodzący z przełomu XII i XIII wieku fresk przedstawiający Matkę Bożą z Synem. Malowidło to zostało przypadkowo odkryte podczas rozbudowy kościoła. Fresk przez wieki był zamurowany, dziś jest najcenniejszym zabytkiem Żelaznej. W kościele na wschodniej ścianie prezbiterium zachowało się arkadowe okno, a ponad prezbiterium sklepienie krzyżowo – kolebkowe pochodzące prawdopodobnie z XVII wieku. Wnętrze świątyni zdobią również:
- ołtarz główny z XVIII wieku,
- barokowy ołtarz boczny prawy z początku XVIII wieku,
- ołtarz boczny lewy z drugiej połowy XVIII wieku,
- barokowa ambona z roku około 1700,
- barokowa chrzcielnica z początku XVIII wieku.

W roku 1682 do świątyni dobudowano wieżę.
Obecny kształt kościół uzyskał w latach 1924–1926, kiedy to staraniem mieszkańców i ówczesnego proboszcza księdza Ryszarda Woitoka, dokonano jego znacznej rozbudowy. Z pierwotnej świątyni pozostało jedynie prezbiterium, z należącą do niego gotycką zakrystią.